# لامين كامارا
لامين كامارا (من مواليد 1 يناير 2004) هو لاعب كرة قدم سنغالي محترف يلعب كلاعب خط وسط مهاجم لنادي ميتز في دوري الدرجة الأولى الفرنسي والمنتخب السنغالي .

## مسيرته مع الأندية

### فترة الشباب
ولد كامارا في ديولولو ، ولعب لفريق جالاكسي إف إيه في داكار ، ثم فريق كازا سبورتس ، قبل أن ينضم إلى جينيراسيون فوت في نوفمبر 2019 

### ميتز
في فبراير 2023، وقع كامارا مع ميتز الفرنسي بعقد مدته ثلاث سنوات ونصف.   في 15 أبريل، ظهر لأول مرة، حيث شارك كبديل في الدقيقة 89، في الفوز 3–0 على بوردو في الدوري الفرنسي الدرجة الثانية .  في وقت لاحق من ذلك العام، في 22 أكتوبر، سجل هدفه الأول في الدوري الفرنسي من نصف ملعبه، من 58 متر (190 قدم) بعيدا عن المرمى، في هزيمة 2-1 خارج أرضه أمام موناكو . 

## مسيرته الدولية

### الشباب
تم استدعاء كامارا إلى المنتخب السنغالي تحت 20 عاما للمشاركة في كأس الأمم الإفريقية تحت 20 سنة 2023.

### المنتخب الأول
مثل كامارا المنتخب السنغالي في بطولة أمم إفريقيا للمحليين 2022، حيث حصل على لقب أفضل لاعب شاب في دور المجموعات.
في ديسمبر 2023 ، تم اختياره في تشكيلة السنغال لبطولة كأس الأمم الإفريقية 2023 التي أقيمت في ساحل العاج.

## أسلوب لعبه
يقارن أسلوب لعب كامارا بنغولو كانتي وسيرجيو بوسكيتس. إنه لاعب متعدد الاستخدامات من صندوق إلى صندوق مع حضور قوي في خط الوسط ، ويبرع في استعادة الكرة مع إظهار التمرير الدقيق والذوق الهجومي. قدرته على تنفيذ الركلات الحرة تشبه جيمس وارد-براوس.

## الإحصائيات

### مع الأندية
آخر تحديث 5 نوفمبر 2023.
| النادي         | الموسم   | الدورى                        | الدورى    | الدورى  | الكأس     | الكأس   | أخر       | أخر     | الإجمالي  | الإجمالي |
| النادي         | الموسم   | القسم                         | المشاركات | الأهداف | المشاركات | الأهداف | المشاركات | الأهداف | المشاركات | الأهداف  |
| -------------- | -------- | ----------------------------- | --------- | ------- | --------- | ------- | --------- | ------- | --------- | -------- |
| جينيراسيون فوت | 2021–22  | دوري السنغال الممتاز          | 23        | 2       | 0         | 0       | 0         | 0       | 23        | 2        |
| ميتز           | 2022–23  | الدوري الفرنسي الدرجة الثانية | 4         | 0       | 0         | 0       | —         | —       | 4         | 0        |
| ميتز           | 2023–24  | الدوري الفرنسي                | 11        | 1       | 0         | 0       | —         | —       | 11        | 1        |
| ميتز           | الإجمالي | الإجمالي                      | 15        | 1       | 0         | 0       | —         | —       | 15        | 1        |
| المجموع        | المجموع  | المجموع                       | 38        | 3       | 0         | 0       | —         | —       | 38        | 3        |

الملاحظات

### الأهداف الدولية
آخر تحديث المباراة التي لعبت في 15 يناير 2024.
| المنتخب الوطني | السنة    | المشاركات | الأهداف |
| -------------- | -------- | --------- | ------- |
| السنغال        | 2022     | 7         | 2       |
| السنغال        | 2023     | 6         | 1       |
| السنغال        | 2024     | 2         | 2       |
| الإجمالي       | الإجمالي | 15        | 5       |

قائمة النتائج وحصيلة أهداف السنغال أولا ، يشير عمود النتيجة إلى النتيجة بعد كل هدف من أهداف كامارا.
| العدد. | التاريخ       | المكان                                     | الخصم     | النتيجة | النتيجة النهائية | المسابقة                        |
| ------ | ------------- | ------------------------------------------ | --------- | ------- | ---------------- | ------------------------------- |
| 1      | 13 يوليو 2022 | ملعب الأميرة ماجوجو، كواماشو, جنوب إفريقيا | إسواتيني  | 1–0     | 1–1              | كأس كوسافا 2022                 |
| 2      | 15 يوليو 2022 | ملعب موزيس مابيدا، ديربان, جنوب إفريقيا    | زامبيا    | 1–1     | 3–4              | كأس كوسافا 2022                 |
| 3      | 27 يناير 2023 | ملعب 19 ماي 1956، عنابة, الجزائر           | موريتانيا | 1–0     | 1–0              | بطولة أمم إفريقيا للمحليين 2022 |

## روابط خارجية
- FC Metz profile